# Velòdrom de la Bonanova
El Velòdrom de la Bonanova fou un antic recinte esportiu de la ciutat de Barcelona. Fou inaugurat el 24 de setembre de 1893, essent el primer velòdrom de la ciutat –i el millor d'Europa– malgrat que en el moment de la seva inauguració era situat a l'aleshores municipi veí de Sant Gervasi de Cassoles, el qual no fou annexionat a la ciutat fins a l'any 1897. També fou utilitzat com a estadi de futbol, essent el primer terreny de joc del Futbol Club Barcelona.

## Història
La iniciativa de construir un velòdrom estable a la ciutat de Barcelona fou proposada per primer cop el novembre de 1892 per la revista «El Ciclista», que era l'òrgan oficial de la Societat de Velocipedistes de Barcelona. El 28 de novembre es convocà una reunió per als afeccionats al ciclisme de la ciutat al «Centre Sport». Allí fou constituïda la Societat Foment de l'Sport per a la construcció i gestió d'un velòdrom. S'acordà la compra d'un terreny de 500.000 pams a la Bonanova ben comunicat amb el centre de la ciutat gràcies al tren de Sarrià. Per a finançar el projecte es van pressupostar 30.000 pessetes i s'aprovà l'emissió de 400 accions de 100 pessetes.
Gairebé un any més tard, el 24 de setembre de 1893, coincidint amb les Festes de la Mercè, fou inaugurat el recinte, presidint l'acte el batlle de Sant Gervasi, senyor Rosés. Es disputaren diverses curses, la primera de les quals, de caràcter internacional, fou guanyada per Lambrechts. Un any més tard, el 26 de juliol de 1894, el ciclista Antonio de Sard va establir el rècord de l'hora sense entrenador, recorrent en aquest espai de temps 32 kilòmetres i 415 metres.
Després de l'eufòria inicial, l'activitat al velòdrom començà a ésser escassa, i això portà els propietaris a llogar el recinte per la pràctica d'un nou esport, el futbol. Els membres de la colònia anglesa venien practicant aquest esport a l'hipòdrom de Can Tunis, però cercaven algun camp més cèntric. El primer partit de futbol que es disputà en aquest recinte fou el 27 de gener de 1895 i el disputaren 16 jugadors de la Societat de Football de Barcelona, club constituït pels pioners anglesos dividits en dos equips, un vestit de blau i l'altre de roig.
Des d'aleshores, els partits de futbol foren habituals al velòdrom, convivint sovint les curses ciclistes amb exhibicions futbolístiques. El 17 de març la Bonanova es va omplir per veure el primer partit disputat entre dues associacions de dues ciutats diferents de ⁣Catalunya. S'enfrontà la Societat de Football de Barcelona amb un equip de Torelló, amb el resultat favorable als barcelonins per 8 a 3. El velòdrom també acollí competicions de tir, criquet i tennis, aquests darrers organitzats per un grup de pioners britànics que poc temps després fundaren el Reial Club de Tennis Barcelona. També es van practicar partits de gouret, un joc d'origen francès similar a l'hoquei, per la Societat Deportiva Santanach.
L'any 1898 fou el darrer en el qual se celebraren competicions de velocípedes al velòdrom, ja que aquestes competicions s'havien traslladat al Nou Velòdrom del carrer Aragó. El velòdrom restà aleshores dedicat a la pràctica del futbol. Les dues primeres entitats de la ciutat, el FC Català i el FC Barcelona, ambdós del 1899, jugaren en aquest recinte. El 8 de desembre de 1899 el FC Barcelona el primer partit de la seva història, enfront del combinat de la colònia anglesa, equip compost majoritàriament per membres de la desapareguda Societat de Football. El partit acabà amb victòria anglesa per 1-0. Mesos abans, el 22 d'octubre, socis del Gimnàs Tolosa, fundadors del FC Català, ja havien usat el velòdrom pels seus assajos. Inicialment ambdós clubs compartiren el terreny, mitjançant un lloguer, on també jugaren altres clubs de la ciutat. El primer derbi entre Barcelona i Català es jugà el Nadal de 1899 amb victòria blaugrana. Ambdós clubs també arribaren a formar un combinat per enfrontar-se al Team Anglès, partit que reuní a gran quantitat de públic al velòdrom, i que fou qualificat per cronista esportiu Albert Serra com «la millor festa que l'atletisme esportiu ha organitzat en aquesta ciutat». L'11 de febrer de 1900 s'enfrontaren el Barcelona, amb vuit anglesos al seu onze, i el Català, reforçat amb sis escocesos. El partit acabà amb una baralla a cops de puny entre Harris i Gold que l'àrbitre aturà amb l'expulsió d'ambdós jugadors, fet sense precedents al futbol català. L'escàndol provocà la dimissió de Hans Gamper com a capità del Barcelona, i els seus socis acordaren no tornar a jugar amb els escocesos del Català.
El velòdrom de la Bonanova fou el camp del FC Barcelona durant nou mesos, fins que el Català arribà a un acord amb el propietari per quedar-se el lloguer en exclusiva. Aquest fet obligà el Barcelona a traslladar-se a l'Hotel Casanovas. El darrer partit a la Bonanova fou el 23 de setembre de 1900, precisament enfront del Català, dins d'un festival organitzat per la Federació Gimnàstica Espanyola. El Barça guanyà per 3-1 i guanyà el primer trofeu de la seva història, un objecte d'art que representava «la indústria», que havia estat ofert per José Canalejas.
El Català continuà jugant a la Bonanova fins a les acaballes de 1910. El desembre de 1910 fou ocupat pel FBC Iluro. Posteriorment fou enderrocat.
Relació de clubs que han utilitzat el Velòdrom de la Bonanova com a camp de futbol:
- 1895 Societat de Football de Barcelona
- 1899-1900 Futbol Club Barcelona
- 1899-1910 Català Futbol Club
- 1910 Foot-ball Club Iluro

## Ubicació
Era situat a una zona coneguda com el Turó de Modolell, al barri de la Bonanova de Sant Gervasi de Cassoles, on avui hi ha els carrers Vallmajor, Reina Victòria, Valero i Modolell, al costat de l'actual Turó Park. Aquells anys la zona estava no urbanitzada, però ben comunicada gràcies a l'estació de la Bonanova del ferrocarril de Sarrià, inaugurada el 1887.

## Característiques
El velòdrom tenia una corda de 400 metres de ciment amb dues rectes de 120 metres i dues corbes peraltades de 80 metres. La tribuna de preferència mesurava 40 metres de llargada i 5 de profunditat amb 10 graderies, i també disposava de tribuna de premsa i pel jurat. Les instal·lacions també tenien un restaurant i un pavelló destinat al vestuari dels corredors.
El terreny central era de gespa, i malgrat les seves irregularitats, pedres i bardisses, era utilitzat per practicar-hi el futbol o d'altres esports.